# أبوسوم أكرماركا النحيل
أبوسوم أكرماركا النحيل (الاسم العلمي:Gracilinanus aceramarcae)، هو نوع من الأبوسوم يتواجد في بوليفيا وبيرو.